# Greenwood (Illinois)
Greenwood – wieś w Stanach Zjednoczonych, w stanie Illinois, w hrabstwie McHenry.